# Террі Шредер
Террі Шредер (англ. Terry Schroeder, 9 жовтня 1958) — американський ватерполіст.
Срібний призер Олімпійських Ігор 1984, 1988 років, учасник 1992 (як гравець), 2008, 2012 років (як тренер).